# Aleksandr Krasnow (astronom)
Aleksandr Wasiljewicz Krasnow (ros. Александр Васильевич Краснов, ur. 1866 w Tambowie, Rosja, zm. 1911 w Warszawie?) – rosyjski astronom.

## Życiorys
Ukończył szkołę gimnazjalną w Carycynie, a następnie studiował na Uniwersytecie w Kazaniu. W 1892 otrzymał dyplom ukończenia nauki i pozostał na uczelni jako pracownik naukowy. Rok później wyjechał na staż do Getyngi, gdzie uzupełniał wiedzę u prof. Wilhelma Schura. Następnie udał się do Paryża, gdzie prowadził prace pod kierunkiem prof. François Félixa Tisseranda i Henri Poincaré na Sorbonie oraz Maurice’a Lévy’ego na Collège de France. Po powrocie do Kazania pracował jako wykładowca astronomii oraz jako adiunkt. W 1895 uzyskał stopień magistra astronomii za pracę o fizycznej libracji Księżyca zaobserwowanej przy użyciu heliometru Repsolda. Zaobserwował on również podwójne gwiazdy, planety-giganty i małą planetę 247, wykonał również szereg prac dotyczących grawitacji. Wspólnie z Dmitrijem Iwanowiczem Dubiago przeprowadził obserwację całkowitego zaćmienia Słońca 28 lipca 1896 na Nowej Ziemi. Przebywając tam dokonali równocześnie badań dotyczących pomiaru czasu i grawitacji. Kontynuowali je przebywając w Monastyrze Sołowieckim, Wielkim Ustiugu, Wołogdzie i Moskwie. Pomiędzy 1895 a 1898 dokonał 112 pomiarów znajdującego się na Księżycu krateru Mesting. W 1898 otrzymał propozycję objęcia katedry astronomii na Uniwersytecie Warszawskim, gdzie uzyskał równocześnie stanowisko dyrektora Obserwatorium Astronomicznego.